# ارجرود
ارجرود (ساوه)، روستایی از توابع بخش مرکزی شهرستان ساوه در استان مرکزی ایران است.

## جمعیت
این روستا در دهستان شاهسون‌کندی قرار دارد و براساس سرشماری مرکز آمار ایران در سال ۱۳۸۵، جمعیت آن ۴۰ نفر (۱۵خانوار) بوده‌است. جمعیت روستا بر اساس سرشماری عمومی نفوس و مسکن ۱۳۹۰ برابر ۱۱ نفر و ۵ خانوار می‌باشد.